# Corymbophanes
Corymbophanes es un género de peces perteneciente a la familia de los loricáridos.

## Descripción
- Igual que otros loricáridos, tienen placas en el cuerpo.
- Corymbophanes andersoni no alcanza más de los 8,6 cm de longitud total y Corymbophanes kaiei de los 6,6 cm.
- Su coloración va del marrón oscuro al negro con toques de color blanco o crema.
- Carecen de aleta adiposa.
- Tienen las Aleta dorsal y caudal cortas.
- Poseen ojos pequeños.[3][4]

## Hábitat
Viven entre troncos submergidos y sobre fondos de grava y guijarros.

## Distribución geográfica
Se encuentran en Sudamérica: Corymbophanes andersoni vive aguas arriba de las cascadas Kaieteur (río Potaro, cuenca del río Esequibo) y Corymbophanes kaiei en la cuenca superior del río Potaro (cuenca del río Esequibo).

## Especies
- Corymbophanes andersoni (Eigenmann, 1909)[5]
- Corymbophanes kaiei (Armbruster & Sabaj, 2000)[6][7][8][9][10][11]